# Maureen (album)
Maureen è il terzo album in studio della cantante tedesca Joy Denalane, pubblicato nel 2011.

## Tracce
1. Niemand (was wir nicht tun) – 3:11
2. Frei – 4:36
3. Der Tag ist nah – 4:04
4. Nie wieder, nie mehr (featuring Julian Williams)
5. Bin und bleib dein – 4:13
6. Wo wollen wir hin von hier? – 4:27
7. Siehst du mich – 5:00
8. Lass es Liebe sein – 4:31
9. Happiness – 4:27
10. Rosen – 3:41
11. Du allein – 2:56
12. Mehr als wir – 4:11